# 특수요원
"특수요원"은 2020년에 개봉한 대한민국의 무삭제판 영화이다.

## 캐스팅

### 주요 인물
- 이재윤 : 박원철 / P-69 역 - 본작의 주인공. 대한민국 국가정보원.
- 공정환 : 북한 특수요원 N1 역[1] - 본작의 메인 빌런 및 진 최종 보스. 북한 특수요원의 최강빌런. (악남)

### 그 외
- 김강일 : 송영범 박사 역
- 송부건 : 북한장교 최성용 역
- 문성복 : 남한 특수요원 S1 역
- 정창현 : 남한 특수요원 S2 역
- 정성호 : 남한 특수요원 S3 역
- 오명훈 : 남한 특수요원 S4 역
- 조민교 : 남한 특수요원 S5 역
- 손대민 : 북한 특수요원 N2 역
- 이대희 : 북한 특수요원 N3 역
- 류연영 : 북한 특수요원 N4 역
- 서정훈 : 북한 특수요원 N5 역
- 박태강 : 북한 특수요원 N6 역
- 이상하 : 북한 특수요원 N7 역
- 김동운 : 북한 특수요원 N8 역
- 임동은 : 북한 특수요원 N9 역
- 윤재형 : 북한 특수요원 N10 역
- 김미란 : 북한 특수요원 N11 역
- 송민경 : 북한 특수요원 N12 역
- 김재현 : 북한 특수요원 N13 역
- 장현진 : 북한 특수요원 N14 역
- 우재원 : 북한 특수요원 N15 역
- 김성진 : 북한 특수요원 N16 역
- 서종철 : 북한 특수요원 N17 역
- 천영암 : 북한 특수요원 N18 역
- 황영윤 : 북한 특수요원 N19 역
- 권오철 : 북한 특수요원 N20 역
- 이새윤 : 국가정보원 부장 역
- 한건 : 북한 특수부대 1 역
- 한재건 : 북한 특수부대 2 역
- 우영택 : 북한 특수부대 3 역
- 고만규 : 북한 특수부대 4 역
- 김채완 : 북한 특수부대 5 역
- 최지수 : 박아름 역
- 지종은 : 박원숙 박사 역
- 이병수 : 북한 고위간부 역
- 전아희 : 북한요원 1 역
- 강대현 : 북한요원 2 역
- 배현경 : 남한 정보부 요원 역
- 신재명 : 북한 경비요원  역

### 특별출연
- 조영지 : 박원철 부인(사진) 역
- 송민경 : 송영범 박사 딸 (사진) 역

## 참고 사항
- 이재윤과 공정환은 영화 《나쁜 녀석들: 더 무비》 이후로 2개월만에 재회한다.
- 공정환은 영화 《창궐》이후로 3개월만에 재회한다.
- 송민경은 영화 《신황제를 위하여》 이후로 1개월만에 재회한다.

## 같이 보기
- 2020년 대한민국의 영화 목록